# Rhogeessa genowaysi
Rhogeessa genowaysi (Baker, 1984) è un pipistrello della famiglia dei Vespertilionidi endemico dello stato messicano del Chiapas.

## Descrizione

### Dimensioni
Pipistrello di piccole dimensioni, con la lunghezza della testa e del corpo di 52 mm, la lunghezza dell'avambraccio tra 27,8 e 30,5 mm, la lunghezza della coda di 30 mm, la lunghezza del piede di 7 mm, la lunghezza delle orecchie tra 10 e 12 mm.

### Aspetto
La pelliccia è corta. Le parti dorsali sono marrone scuro, con una porzione triangolare color crema sulla schiena tra le scapole, mentre le parti ventrali sono giallastre. Il muso è largo, dovuto alla presenza di due masse ghiandolari sui lati. Le orecchie sono relativamente corte, triangolari e arrotondate. Nei maschi sono presenti delle masse ghiandolari alla base della superficie dorsale anteriore delle orecchie. Il trago è lungo e sottile. Le membrane alari sono relativamente spesse e attaccate posteriormente alla base delle dita dei piedi. La punta della lunga coda si estende leggermente oltre l'ampio uropatagio, il quale è privo di peli. Il calcar è ben sviluppato e carenato. Le femmine sono leggermente più grandi dei maschi. Il cariotipo è 2n=42 FN=50.

## Biologia

### Comportamento
L'attività predatoria inizia molto presto la sera.

### Alimentazione
Si nutre di insetti volanti.

## Distribuzione e habitat
Questa specie è conosciuta soltanto in due località della parte meridionale dello stato messicano del Chiapas.
Vive nelle foreste secondarie tropicali di pianura.

## Conservazione
La IUCN Red List, considerato l'areale limitato, la distribuzione seriamente frammentata e il declino nell'estensione del suo habitat, classifica R.genowaysi come specie in pericolo di estinzione (Endangered).